# Can Castells (Maçanet de Cabrenys)
Can Castells és una casa de Maçanet de Cabrenys (Alt Empordà) inclosa a l'Inventari del Patrimoni Arquitectònic de Catalunya.

## Descripció
Edifici situat a prop del centre del poble, de planta rectangular i amb façanes que donen a tres carrers. Les obertures d'aquest edifici són carreuades i destaca la llinda de la porta d'accés amb la data inscrita 1783, així com la d'una de les finestres de la façana lateral amb la data inscrita 1782. La façana posterior és la que es troba en més mal estat de conservació. Algunes de les obertures han estat reformades en epoca moderna, així com s'ha aixecat un pis més a l'extrem d'aquesta façana. Pel que fa a la coberta hem de parlar de dos tipus de coberta. La primera és a dues vessants, que és la que dona al carrer de les Dòmines, i la segona és una coberta amb terrassa que dona a la façana posterior.